# Дронині мандрони
«Др́онині мандр́они» - український дитячий музичний ігровий фільм 2020 року, режисерки Катерини Балабай. Фільм створений за оригінальним сценарієм.
Онлайн-прем'єра фільму відбулася 28 квітня 2020 року.

## Сюжет
11-річний Дроня понад усе хоче перемогти у конкурсі молодих програмістів та поїхати навчатися у відому IT-компанію. 
Але батьки відправляють Дроню у літній табір, де йдуть змагання за звання кращого загону. 
Перед Дронею та його новими друзями стоїть нелегке завдання – перемогти у конкурсі.

## У ролях
- Степан Кравець - Дроня
- Захарій Савел'єв - Сашко
- Анна Копйова - Віка
- Юлія Коник - Іра
- Вероніка Рева - Катя
- Поліна Локотош - Дарина
- Даніїл Хіменко - Вітьок
- Юрій Головін - дід Тарас
- Данило Павлов - Кнопа
- Олександр Казаков - Міха
- Юрій Суржко - Андрій
- Ярина Чаговець - директорка
- Тетяна Семененко - Мар'яна
- Олег Дідик - тато Дроні
- Маргарита Русіна - мама Дроні

## Виробництво

### Кошторис
Фільм створений за підтримки КП "ЦНТ "Дивокрай" ДОР". Бюджет фільму - 2,3 млн гривень.
Виробник фільму - студія "MEDIAGROUP 8".

### Сценарій
Автор ідеї - Віктор Боняк.
Фільм знятий за оригінальним сценарієм Катерини Балабай.

### Пісні з фільму
До фільму було створено 9 пісень: 
- "Пісня програміста"
- "Їдеш до табору"
- "Як назвати загін"
- "Вночі всі кішкі чорні"
- "Петриківський розпис"
- "Обіцянки не цяцянки"
- "Що таке дружба"
- "Трембіта"
- "Дивокрай"

Композитор - Борис Севаст'янов, авторка текстів - Катерина Балабай.
Пісні виконали вокалісти театру пісні "Експресія" (м.Харків) під керівництвом Юлії Доро.

### Фільмування
Всього на кастинг заявки подали близько  400 дітей. На ролі у фільмі обрали 8 акторів. Для всіх них участь у фільмі стала дебютом у кіно.
Картину фільмували на Дніпропетровщині (с. Мала Петриківка) та у Харкові.
Зйомки тривали упродовж літа 2019 року.
Загальний знімальний період - 28 діб.